# Макарий Александрийский
Мака́рий Александри́йский (греч. Μακάριος Αλεξανδρέας) или Мака́рий Городско́й (греч. Μακάριος Πολετικός; около 295 — около 395) — христианский святой аскет, писатель, монах и священник. Прославлен в лике преподобных, почитается в Православной, Католической и Коптской церквях.
Макарий родился в Александрии и был язычником, он занимался торговлей. Крестился Макарий в 40 лет и удалился в пустыню; после чего прожил более 60 лет. Палладий Еленопольский, видевший и знавший лично Макария, оставил его описание в старости в своей книге «Лавсаик» — Макарий был согбен и сухощав, волосы у Макария росли только на губе, да ещё на конце подбородка было их немного — от чрезмерных трудов подвижнических у Макария борода не росла. После нескольких лет подвижнической жизни Макарий был рукоположен в священники и поставлен настоятелем монастыря, называемого «Келлии», в египетской пустыне между Нитрийской горой и Скитом. В этом монастыре монахи-отшельники подвизались в безмолвии, каждый в своей келлии отдельно. В качестве наставника и начальника христианского александрийского училища Макарий был представителем строго-церковного направления в Александрийском богословии и противником рационализма. Существует известие о том, что Макарий с успехом опровергал возражения против христианства Порфирия и других языческих философов. В монастыре Макарий известен своими иноческими подвигами: он не вкушал ни хлеба, ни варёной пищи, кроме жесткого проса или каких-нибудь семян, размоченных в воде; отдавал своё тело укусам множества больших комаров, и т. п. Макарий Александрийский был ближайшим другом и сподвижником Макария Египетского.
Известны сочинения, подписанные именем Макария Александрийского: «Монашеские правила» (в числе 30), «Слово об исходе души из тела и о посмертном состоянии человека», «Письмо к инокам». Все они изданы в 34 томе «Греческой патрологии». В русском переводе издано «Слово об исходе души из тела и о посмертном состоянии человека» («Христианское чтение», 1831 год). В славянских рукописях с именем Макария встречается много «слов», из которых некоторые, возможно, и принадлежат ему. «Слово о исходе души» Макария входит в состав Следованной Псалтири.

## Память
В честь Макария назван монастырь Сурб Магар на Кипре.